# مجلة إدنبرة تشامبرز
كانت مجلة «إدنبرة تشامبرز» مجلة أسبوعية من 16 صفحة بدأها ويليام تشامبرز في عام 1832. كانت الطبعة الأولى مؤرخة في 4 فبراير 1832، وبسعر فلس واحد وشملت المواضيع التاريخ والدين واللغة والعلوم. سرعان ما انضم إلى ويليام كمحرر مشترك من قبل شقيقه «روبرت»، الذي كتب العديد من المقالات للأعداد الأولى، وفي غضون سنوات قليلة، تم توزيع 84000 للمجلة. من عام 1847 إلى عام 1849 تم تحرير المجلة بواسطة «ويليام هنري ويلز». في عام 1854 تم تغيير العنوان إلى مجلة «تشامبرز للأدب الشعبي والعلوم والفنون»، وتغير العنوان مرة أخرى إلى مجلة «تشامبرز» في نهاية عام 1897.
التاسع عشر، وفي ذلك الوقت تولى المؤلف جيمس باين منصب المحرر، وانتقل الإنتاج إلى لندن. أصبح الروايات المتسلسلة لكبار المؤلفين، بما في ذلك باين نفسه، أحد أهم عوامل الجذب للمجلة بعد وصوله. من بين المساهمين القدامى فيها كاميلا دوفور كروسلاند حتى وفاتها عام 1895.
استمر نشر المجلة حتى عام 1956، عندما توقفت عن النشر.

## فهرس
- بيكر، وليام؛ ووماك، كينيث (2002). مصاحب للرواية الفيكتورية. مطبعة غرينوود، رقم 978-0-313-31407-0
- - كليم، سابين (2008)، ديكنز، الصحافة والأمة: رسم خريطة العالم بالكلمات المألوفة، روتليدج، رقم 978-0-415-95846-2

## روابط خارجية
- النص الكامل عبر HathiTrust
- تسلسلت الروايات في مجلة تشامبرز بين عامي 1858 و 1893
- رف كتب إدنبرة الخاص بشامبرز في مشروع جوتنبرج